# Соль Фреми
Соль Фреми (нитрозодисульфонат калия) - неорганическое соединение, жёлтые иглообразные кристаллы, водные растворы имеют фиолетовый цвет. Соль примечательна тем, что является свободным радикалом, существующим продолжительное время и использующимся в химической промышленности. В растворе формула вещества ON(SO3K)2, в твердом виде представляет собой димер.

## История
Соль Фреми была открыта в 1845 году Эдмоном Фреми. Её открытие под старым названием «сульфазидат калия» засвидетельствовано в французском журнале «L'institut» 23 июля 1845 года.
Её использование в органическом синтезе было популяризировано Гансом Тойбером в 1970-х годах. Отсюда окисление с использованием этой соли называется реакцией Тойбера.

## Получение
Нитрозодисульфонат калия получают путем синтеза соли гидроксиламиндисульфоновой кислоты и её окисления. Принцип синтеза можно выразить следующими реакциями:
{\displaystyle {\ce {HNO2 + 2HSO3- -> HON(SO3)2^2- + H2O}}}

{\displaystyle \mathrm {3\ HON(SO_{3})_{2}^{2-}+\ MnO_{4}^{-}\longrightarrow } } {\displaystyle \mathrm {3\ [\cdot ON(SO_{3})_{2}]^{2-}+\ MnO_{2}+\ OH^{-}+\ H_{2}O} }
{\displaystyle {\ce {ON(SO3)2 + 2K+ -> K2[ON(SO3)2]}}}
Практическая составляющая включает множество этапов. Для начала холодный водный раствор нитрита натрия и гидросульфита натрия смешивают с уксусной кислотой(она нужна для вытеснения азотистой кислоты из нитрита), при этом образуется соответствующий гидроксиламин N, N -дисульфонат натрия. 
{\displaystyle {\ce {HNO2 + 2NaHSO3 -> OH-N-(SO3Na)2 + H2O}}}
В аммиачной среде он окисляется перманганатом калия до нитрозодисульфоната натрия.
{\displaystyle {\ce {OH-N-(SO3Na)2 +KMnO4->[NH3] ON-(SO3Na)2 + MnO2 + H2O + KOH}}}
Полученный раствор фильтруют от выпавшего диоксида марганца. К нему приливают раствор хлорида калия(как инертный источник ионов калия). 
{\displaystyle {\ce {ON-(SO3Na)2 + 2KCl-> ON-(SO3K)2 + 2NaCl}}}
Потом следует охлаждение раствора и выпадение соли Фреми в осадок из-за её карайне низкой растворимости в холодной воде. Далее раствор вновь фильтруют от примесей и получают соль Фреми в виде оранжево-жёлтых кристаллов.
Соль Фреми следует использовать сразу после получения или поместить под вакуум.

## Физические свойства

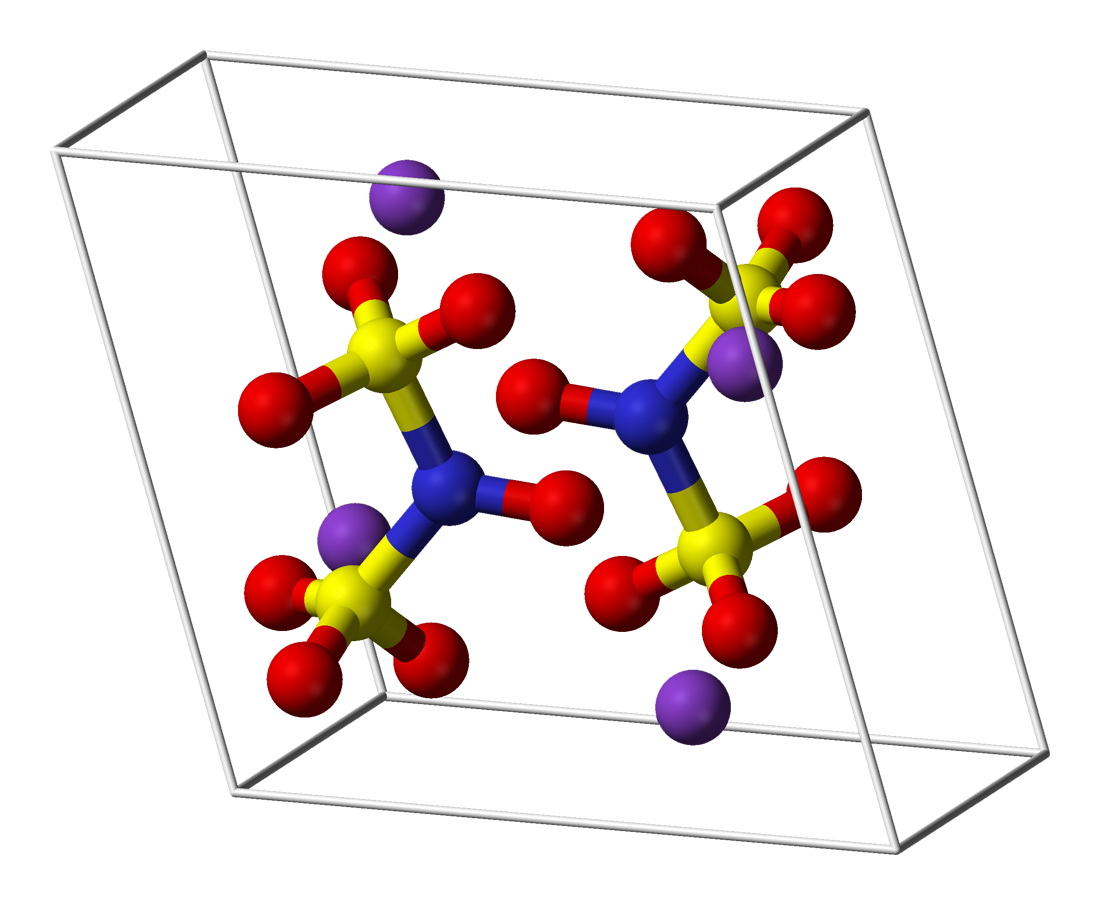
Шаростержневая модель димерного кристалла нитрозодисульфоната калия

Представляет собой жёлтые или оранжевые кристаллы. Водные растворы имеют фиолетовый цвет. Растворим в воде и этиловом спирте. 
Соль Фреми легко разлагается. В чистом виде вещество разлагается примерно в течение суток, в вакууме сохраняется в течение неограниченного времени.

## Химические свойства и применение
Применение соли Фреми основано на его окислительных свойствах. Это вещество является важным реагентом в органическом синтезе. В частности оно применяется в получении хинонов из фенолов. Реакции использующие нитрозодисульфонат калия для получения хинонов называют реакциями Тойбера.
Например окисление фенола и гидрохинона при помощи соли Фреми приводит к образованию 1,4-бензохинона.
Пирокатехил окисляется до орто-бензохинона.